# Туризм в Калмыкии
Туризм в Калмыкии — отрасль экономики Калмыкии, часть туризма в России. Калмыкия имеет условия для развития туризма, но её туристский потенциал не раскрыт в полной мере. Историческое наследие, географическое положение и природные ресурсы создают предпосылки для развития культурно-познавательного, религиозного, экологического, конного, спортивного и других видов туризма.

## Государственное управление в сфере туризма
Органом исполнительной власти в сфере развития туризма является Министерство по делам молодежи, туризму и спорту Республики Калмыкия. С 1997 по 2002 годы данное ведомство осуществляло лицензирование международной туристской деятельности, надзор и контроль над лицензиатами. Тридцать туристических фирм из Республики Калмыкия и других регионов России получили лицензии.
В 2000 году были приняты Закон Республики Калмыкия «О туристской деятельности в Республике Калмыкия» от 13 апреля 2000 г. № 57-П-З, а также Указ Президента Республики Калмыкия «О развитии туристской деятельности в Республике Калмыкия» от 23 октября 2000 r. № 181, направленный на создание благоприятных условий для развития туризма в Республике Калмыкия, обеспечение республиканских гарантий уровня квалификации специалистов по туризму и безопасности граждан при совершении путешествия.
Указом Президента Республики Калмыкия от 23 апреля 2001 года № 66 «О республиканской целевой программе „Развитие туристской деятельности в Республике Калмыкия на 2001—2006 годы“» была утверждена республиканская целевая программа, целью которой является привлечение инвестиций в сферу туризма, создание новых рабочих мест, а также интеграция Республики Калмыкия как субъекта Российской Федерации в систему международного туристского рынка. Основными направлениями реализации программы являлись: инженерное обустройство объектов туристско-рекреационного комплекса Республики Калмыкия, организация туристической деятельностью и управления развитием туризма, кадровое и научное обеспечение, развитие въездного и внутреннего туризма, развитие социального туризма по основным направлениям, реализация мероприятий по формированию и продвижению национального турпродукта. Также 2001 год был объявлен в Калмыкии Годом развития туризма.
В 2004 году Федеральная служба государственной статистики Российской Федерации выделила 13 туристских зон федерального значения. Согласно этому делению Калмыкия вошла в Поволжскую туристскую зону.
Постановлением Народного Хурала Республики Калмыкия от 16 февраля 2006 года № 808-II был принят Закон Республики Калмыкия от 17 февраля 2006 г. № 257-III-З «О государственной поддержке туристской деятельности в Республике Калмыкия», который устанавливает формы и меры государственной поддержки туристской деятельности на территории Республики Калмыкия и направлен на создание в республике благоприятного инвестиционного климата.
Согласно концепции федеральной целевой программы «Развитие внутреннего и въездного туризма в Российской Федерации (2019—2025 годы)» Калмыкия обозначена как регион, который должен войти в перспективный туристский укрупненный инвестиционный проект «Каспий» (также в него войдут Астраханская область и Дагестан).
Приказом Министерства культуры и туризма республики Калмыкия от 8 июня 2018 года № 161 «Об утверждении Концепции развития внутреннего и въездного туризма в Республике Калмыкия на 2019—2025 годы» была утверждена концепция, целью которой является определение приоритетных направлений развития и формирование инфраструктуры туристской отрасли в Республике Калмыкия, а также маркетинговой и информационно-коммуникационной среды для роста объёмов услуг сферы туризма.

## Характеристика туризма в Калмыкии
На российском туристском рынке Калмыкия имеет незначительную долю туристического потока. Туристские потоки имеют сезонный характер и неравномерное территориальное распределение. Основная масса туристов — это экскурсанты одного дня из близлежащих регионов. Значительная часть туристских групп приобретает туры с экскурсией в близлежащих регионах. Наибольшей популярностью пользуются туристические объекты, расположенные на территории столицы Калмыкии — городе Элисте. В летний период используются водные ресурсы Лаганского и Юстинского районов.
Туризм Калмыкии имеет выездную направленность. Частные туристические фирмы и предприниматели занимаются летним сезонным извозом туристов в другие регионы, чаще в курортные зоны Черноморского побережья. Въездной туризм, чаще всего проявляется в виде деловой поездки с ознакомительной экскурсией по Калмыкии, самодеятельного туризма, охоты и рыбалки. Туристы часто приезжают на своих автомобилях из России и стран ближнего зарубежья. Самодеятельные туристы, рыбаки и охотники живут в палатках, на туристических базах, в частном секторе.
Экзотический характер туристского продукта Калмыкии, связанный со спецификой этнографии и историко-культурной среды республики является одной из характерных особенностей туризма в Калмыкии.
По состоянию на 2014 год в Калмыкии работала 21 средство коллективного размещения с общим номерным фондом 282 единицы. Категория «Три звезды» присвоена только Сити-отелю «Белый Лотос», другие средства размещения не имели сертификатов соответствия. Что характеризует инфраструктуру гостеприимства как слабо развитую.
По состоянию на 2018 год официальные данные органа государственной статистики сообщали, что количество ежегодных посетителей Калмыкии составляет более 65 тысяч человек. Известность региона для туристов возросла благодаря участию Калмыкии на международной туристской выставке «Интурмаркет» в 2016, 2017 и 2018 годах, публикациях о республике на официальных сайтах Министерства культуры Российской Федерации и Федерального агентства по туризму, трансляции ряда передач о Калмыкии на 4 центральных телевизионных каналах и в Интернет.

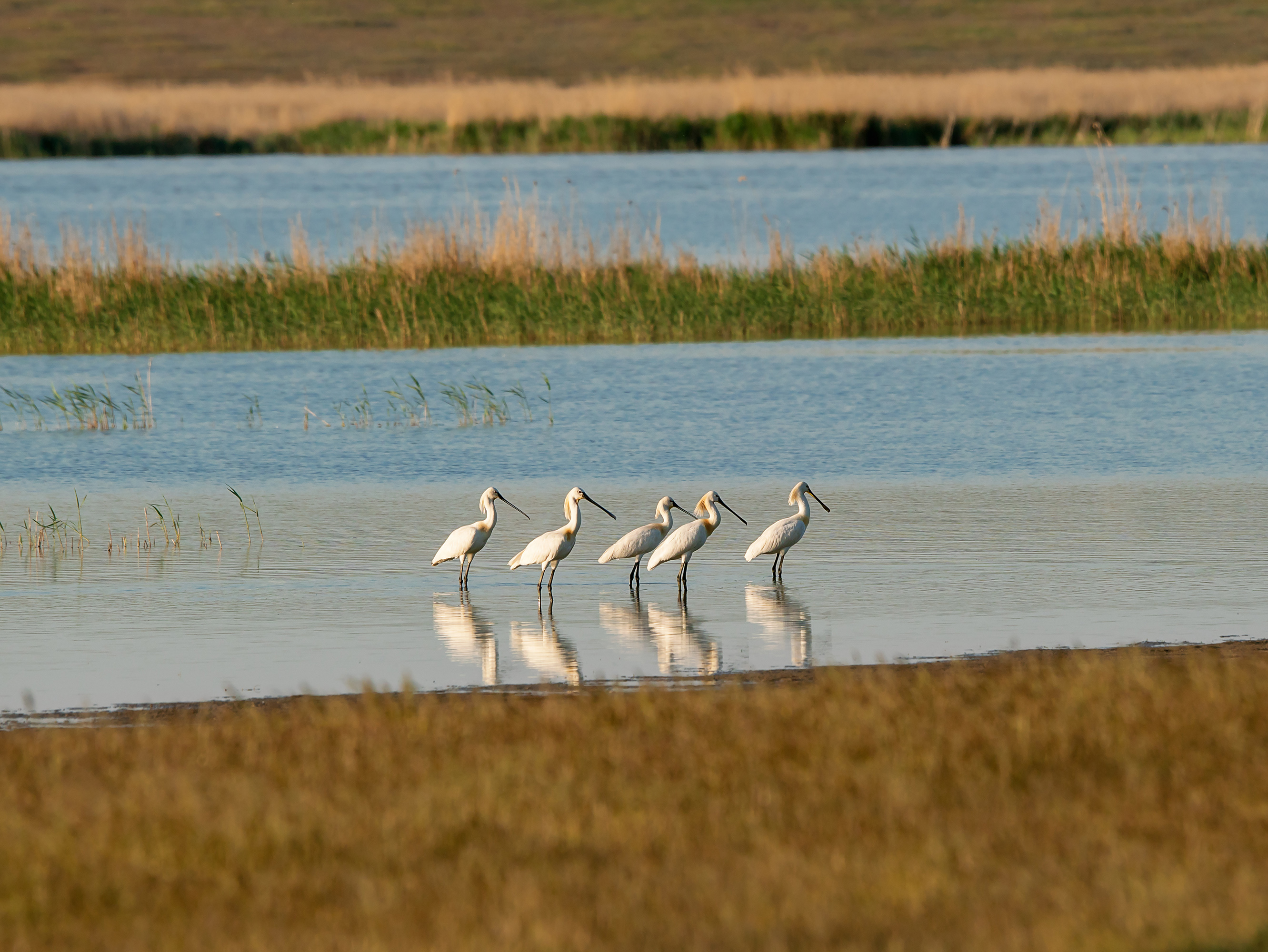
Колпицы на участке Маныч-Гудило заповедника «Чёрные Земли»
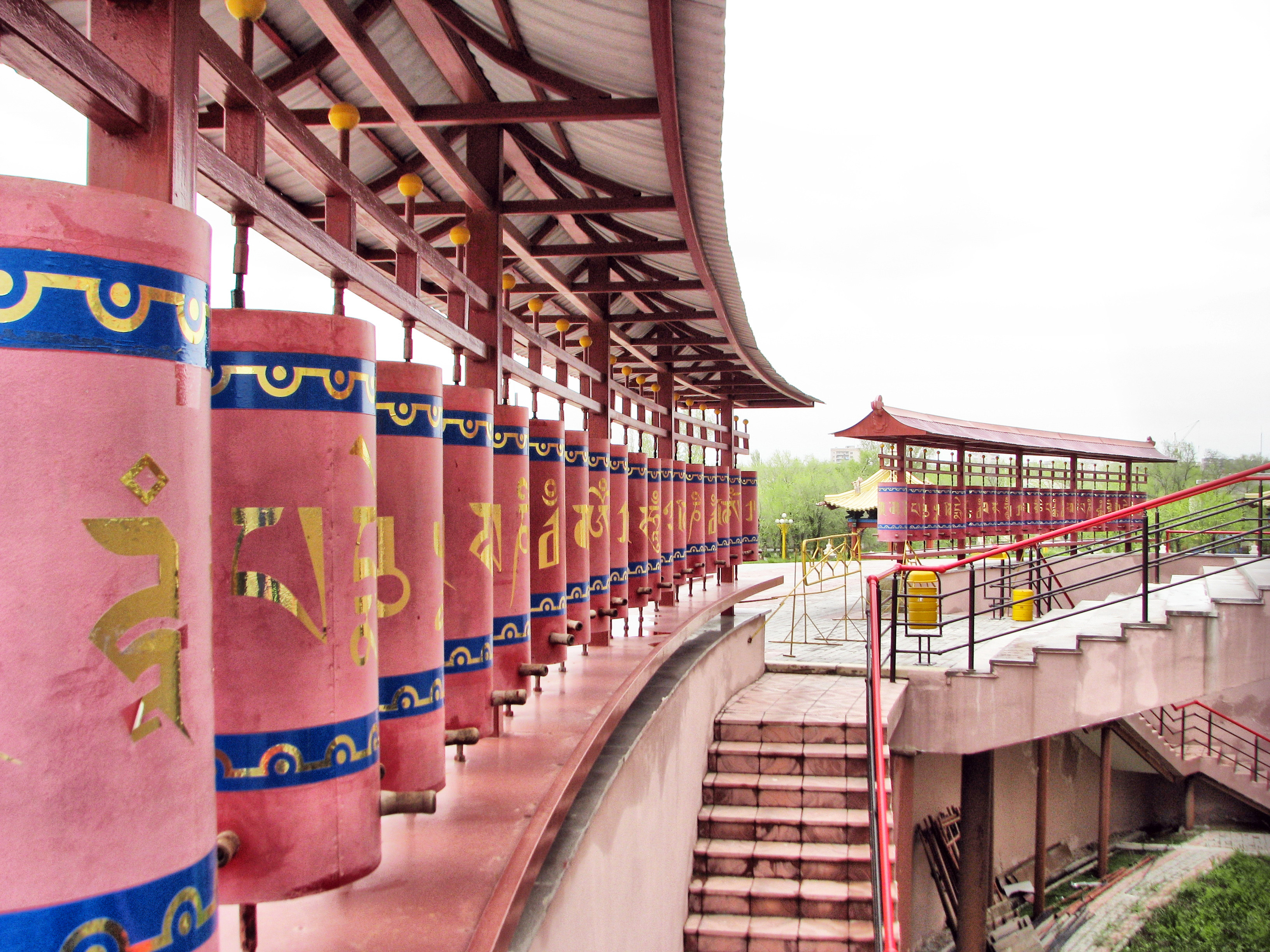
Молельные барабаны вокруг Золотой обители Будды Шакьямуни
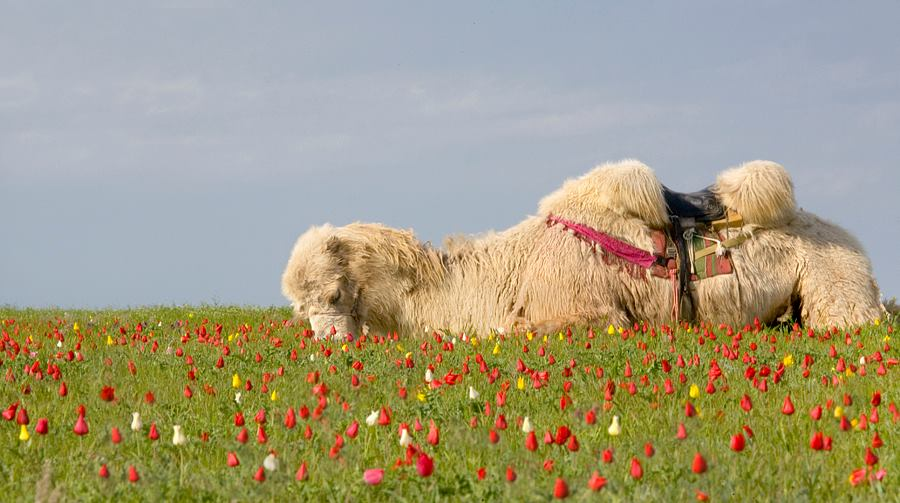
Фестиваль тюльпанов
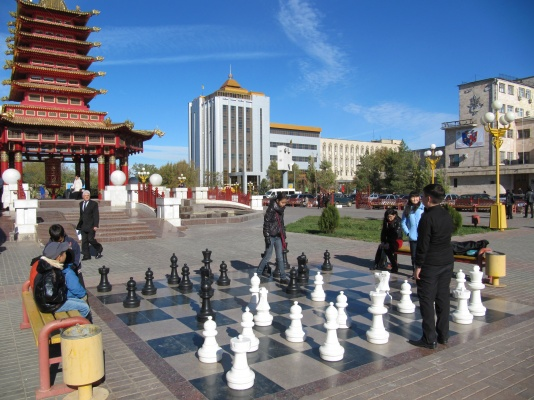
Сити-Чесс

## Виды туризма в Калмыкии

### Культурно-познавательный туризм
Среди достопримечательностей Калмыкии можно выделить общественно-деловой, культурный и жилой комплекс, расположенный к юго-востоку от Элисты Сити-Чесс, построенный в связи с проведением XXXIII Шахматной Олимпиады в 1998 году. В центре данного комплекса расположен Дворец Шахмат, предназначенный для проведения шахматных турниров и олимпиад. В 2001 году в Дворце шахмат был открыт Музей шахматной славы. На главной площади Сити-Чесс установле памятник Остапу Бендеру с шахматным конём в руке.

### Паломнический туризм
В Калмыкии буддизм признан официальной религией. В Элисте расположен самый большой в Европе буддийский храм Центральный хурул «Золотая обитель Будды Шакьямуни», рядом с которым находится самая большая в России и Европе статуя Будды, покрытая сусальным золотом и инкрустированная бриллиантами. При храме работает музей истории буддизма, среди экспонатов которого маски для Мистерии Цам, архивные фотографии. Расположение храма в столице республики делает его доступным для широких слоев населения. Средства размещения в хуруле не предусмотрены, туристы могут останавливаться в близлежащих отелях «Город шахмат», «Шанс», в гостиницах «Элиста» и «Белый лотос».
Также среди буддистских достопримечательностей региона присутствуют буддийский монастырь (хурул) Сякюсн-Сюме, статуя Будды, пагода «Семь дней», Цаган-Аманский хурул.
Кроме того объектом паломничества является памятник природы регионального значения «Одинокий тополь», высаженный буддийским монахом по имени Багдохна Хурлын Пурдаш Лам в 1846 году. В 2013 году вокруг тополя было обустроено буддийское святилище, включающее в себя 8 каменных прямоугольных белых постаментов — субурганов.

### Экологический туризм
В государственном природном биосферный заповеднике «Чёрные Земли» посетителям предлагается пройти два маршрута: «Птицы озера Маныч Гудило» (протяженность — 11 километров) и «Тропою сайгака» (протяженность — 12 километров. На маршруте «Птицы озера Маныч Гудило» туристы могут с берега в бинокли наблюдать озеро Маныч-Гудило, с островами, на которых гнездятся колонии розового и кудрявого пеликанов, колпиц, серых и белых цапель, черноголовых хохотунов, морских голубков. Вдоль береговой линии посетители могут следить за кормежкой стай уток, куликов, крачек, чаек, бакланов. Всего на данном маршруте замечено 173 вида птиц, карманные определители которых предлагаются гостям заповедника. Также возможно посещение маршрута во время массового цветения тюльпана Шренка — растения, занесенного в Красную книгу. На маршруте «Тропою сайгака» туристы знакомятся с равнинным ландшафтом и его обитателями видовой состав которых зависит от сезона года. Посетители могут встретить сайгаков, корсаков, лисиц, зайцев-русаков, степных котов, волков, песчанок, домовых мышей, полёвок, серых хомячков, ушастых и белогрудых ежей. Наиболее полно видовой состав животных можно наблюдать в весенний период, во время которого к постоянным обитателям заповедника добавляются птицы пролетающие через заповедник на север, а также гнездящиеся в заповеднике птицы). В здании администрации заповедника в посёлке Комсомольский организован музей заповедника.

### Событийный туризм
Ежегодно в апреле в Приютненском либо Целинном районе во время массового цветения диких тюльпанов Шренка проводится «Фестиваль тюльпанов». Возводится реконструкция селения кочевников — калмыцкий хотон, проводятся соревнования по национальной борьбе, стрельбе из лука, езда на лошадях и верблюдах, полёты над озером и степью на миниатюрных самолётах и дельтапланах, и фольклорные представления. Посетители могут попробовать угощения национальной кухни, такие как суп из бараньих потрохов «дотур», отварную говядину с луковым бульоном «махан», калмыцкий солёный чай «джомбо». Впервые мероприятие было проведено в 1996 году под названием «Гимн тюльпану». В 2013 году оно стало фестивалем. В 2019 году мероприятие посетили около 10 000 человек из разных регионов России. В 2019 году на Всероссийском конкурсе в области событийного туризма «Russian open Event Expo» «Фестиваль тюльпанов» стал победителем в номинации «Лучшее мероприятие экологической направлености». Также на этом конкурсе лауреатом II степени в номинации «Лучшее культурное событие с участием профессиональных коллективов» стал проект «Музыкальное подношение сводного оркестра музыкантов Калмыкии».
С 1997 года ежегодно на ипподроме Элисты проводится культурно-спортивный праздник Джангариада, на котором посетители могут увидеть сказителей-джангарчи, соревнования по борьбе, стрельбе из лука, бросании копья и аркана, скачки на лошадях и верблюдах.
С 2009 года Министерством культуры и туризма Республики Калмыкия регулярно проводится Международный фестиваль современной музыки монголоязычных народов «Пентатоника». Фестиваль впервые был проведен в честь 400-летия добровольного вхождения калмыцкого народа в состав России и 70-летию Союза композиторов России. В рамках фестиваля проводятся мастер-классы для студентов и учащихся учебных музыкальных заведений, встречи мастеров искусств с молодежью, концерт участников фестиваля, а также творческих профессиональных и самодеятельных музыкальных коллективов Калмыкии, в том числе исполнители протяжных горловых песнопений и музыканты на традиционных национальных музыкальных инструментах.
По результатам конкурса-рейтинга Международного туристического форума «Отдых», Калмыкия вошла в топ-15 первого Национального рейтинга развития событийного туризма России 2016 года.
Получили известность ежегодные событийные мероприятия религиозного туризма, такие как Калмыцкий Новый год «Зул», национальный праздник весны «Цаган Сар», буддийский ритуал-мистерия Цам.
В Международном фестивале сказителей «Эпосы мира на земле потомков Джангара» принимают участие сказители из разных стран, выступающие в жанре устного народного творчества.

### Этнокультурный туризм
В Калмыкии строится национальный кибиточный туристско-развлекательный комплекс «Джангарленд», который сочетает в себе этнотуризм и развлекательный туризм.
Также в рамках концепции развития внутреннего и въездного туризма в Республике Калмыкия на 2019—2025 годы формируется автотуристский кластер «Путешествие в страну Бумба».
В Приютненском районе расположен туристический центр «Калмыцкий казачий стан», где воссоздан быт калмыцких казаков, создана интерактивная энографическая выставка.
В 2016 году в Элисте на территории Парка культуры и отдыха «Дружба» был открыт этнографический хотон «Бумбин Орн», который представляет собой реконструкцию традиционного калмыцкого поселения с воссозданным интерьером быта калмыков-кочевников. На площади более 350 квадратных метров размещены девять разнонаправленных тематических кибиток в которых расположены продажа сувениров, товаров декоративно-прикладного искусства, блюд калмыцкой кухни, молельный зал, выставочные залы. Особое место занимает ханская юрта диаметром 12 метров, украшенная предметами роскоши.

### Лечебно-оздоровительный туризм
В Яшалтинском районе в 240 км от Элисты между сёлами Берёзовое и Солёное расположено Большое Яшалтинское озеро (Солёное озеро), которое имеет значительные запасы бальнеологических ресурсов в виде пелоидов и рапы. При озере на базе Яшалтинской Центральной районной больницы действует грязелечебница в которой лечатся больные болезнями системы кровообращения, нервной, костно-мышечной, мочеполовой системы, органов дыхания, эндокринной системы, расстройства пищеварения и нарушения обмена веществ. Большое значение озера для развития грязелечения в Калмыкии отмечалось в отчетах Пятигорского НИИ курортологии и физиотерапии отмечалось ещё в 1963 году. Калмыкия с проектом «Туристско-рекреационный бальнеологический комплекс Яшалтинском районе Республики Калмыкия» участвовала в конкурсе на включение в перечень мероприятий второго этапа реализации федеральной целевой программы «Развитие внутреннего и въездного туризма в Российской Федерации (2011—2018 годы)», но не прошла отбор.
В посёлке Лола в 35 км от Элисты находится санаторий «Лола» — климатокумысная лечебница.

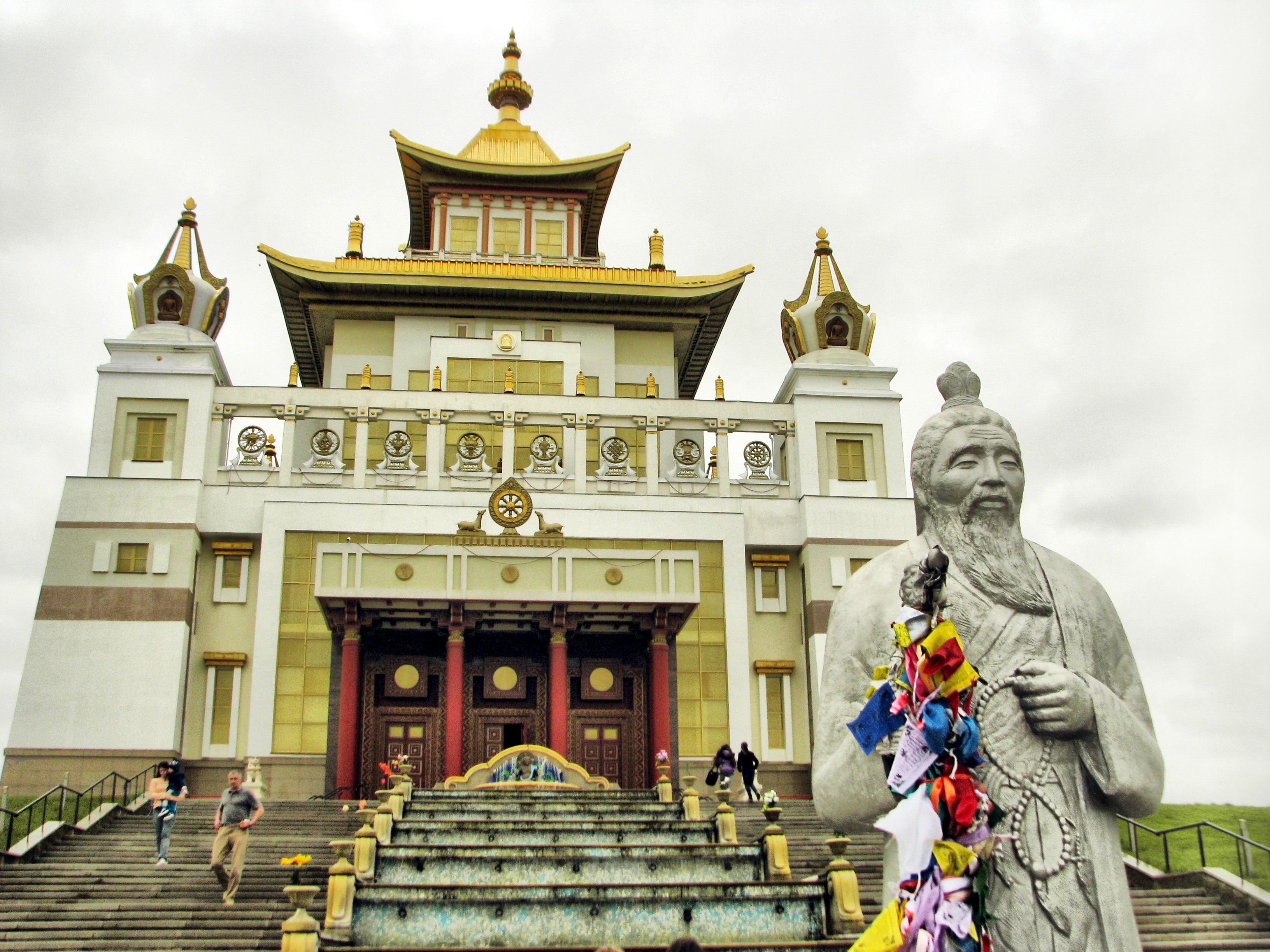
Золотая обитель Будды Шакьямуни и статуя Белого старца в Элисте
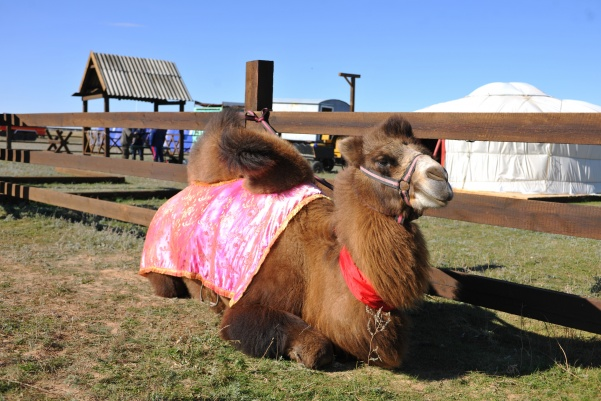
Калмыцкий казачий стан
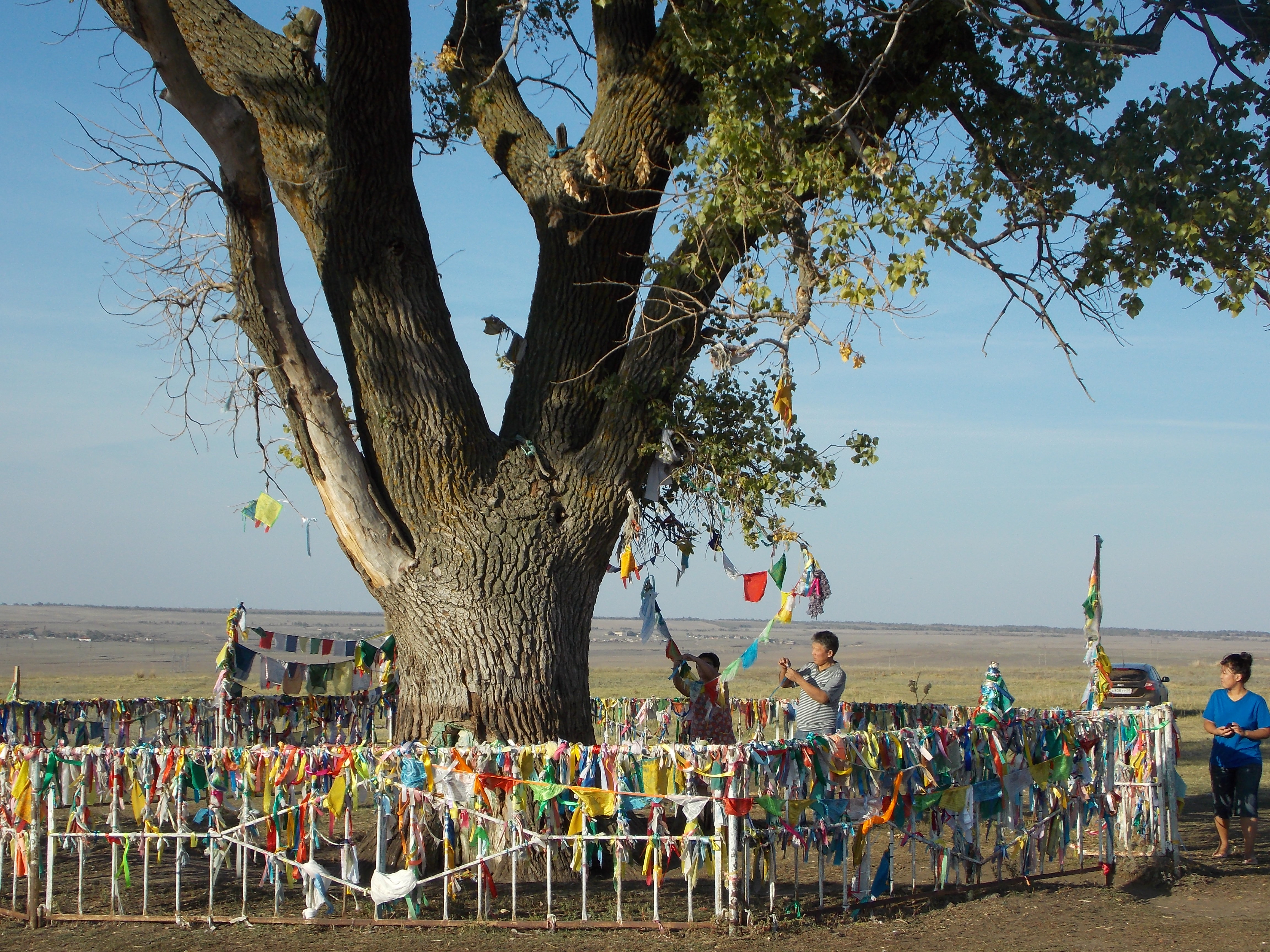
Памятник природы «Одинокий тополь», высаженный буддийским монахом по имени Багдохна Хурлын Пурдаш Лам в 1846 году
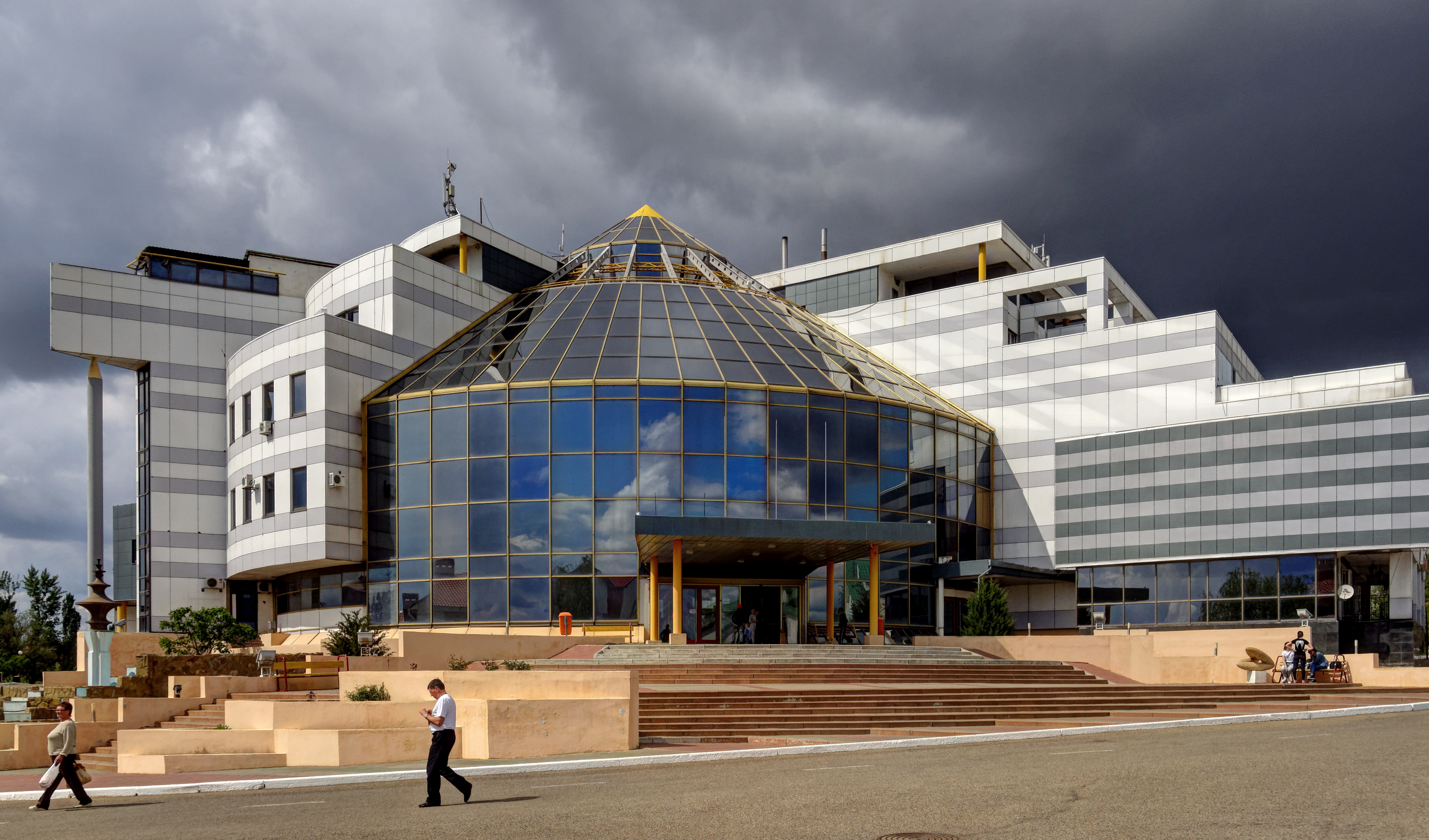
Музей шахматной славы в Элисте